# Япония на зимних Олимпийских играх 1998
Япония принимала участие в Зимних Олимпийских играх 1998 года в Нагано (Япония) в шестнадцатый раз за свою историю, и завоевала пять золотых, одну серебряную и четыре бронзовые медали.

## 01!Золото
- Шорт-трек, мужчины — Такафуми Ниситани.
- Прыжки с трамплина, мужчины — Кадзуёси Фунаки.
- Прыжки с трамплина, мужчины — Таканобу Окабэ, Хироя Сайто, Масахико Хирада, Кадзуёси Фунаки.
- Конькобежный спорт, мужчины, 500 метров — Хироясу Симидзу.
- фристайл, женщины — Таэ Сатоя.

## 02!Серебро
- Прыжки с трамплина, мужчины — Кадзуёси Фунаки.

## 03!Бронза
- Конькобежный спорт, мужчины, 1000 метров — Хироясу Симидзу.
- Конькобежный спорт, женщины, 500 метров — Томоми Окадзаки.
- Прыжки с трамплина, мужчины — Масахико Харада.
- Шорт-трек, мужчины — Хитоси Уэмацу.

## Состав и результаты олимпийской сборной Японии

### Лыжное двоеборье
Спортсменов — 4
Мужчины
| Соревнование         | Спортсмены                                            | Прыжки с трамплина | Прыжки с трамплина | Лыжная гонка | Лыжная гонка | Лыжная гонка | Итоговое место |
| Соревнование         | Спортсмены                                            | Результат          | Место              | Гандикап     | Результат    | Место        | Итоговое место |
| -------------------- | ----------------------------------------------------- | ------------------ | ------------------ | ------------ | ------------ | ------------ | -------------- |
| Индивидуальная гонка | Цугихару Огивара                                      | 232,5              | 3                  | +0:51        | 41:55,4      | 23           | 6              |
| Командная гонка      | Цугихару Огивара Сатоси Мори Гэн Томии Кэндзи Огивара | 893,0              | 5                  | +0:21        | 55:57,8      | 7            | 5              |